# کیو (فیلم)
کیو (انگلیسی: Q) یک فیلم درام اِروتیک فرانسوی است که در سال ۲۰۱۱ منتشر شد. از بازیگران آن می‌توان به ژوان لیبرو اشاره کرد. این فیلم در ایالات متحده آمریکا با نام هوس منتشر شد.